# 斯氏龍占麗魚
斯氏龍占麗魚，為輻鰭魚綱鱸形目隆頭魚亞目慈鯛科的其中一種，被IUCN列為瀕危保育類動物，分布於非洲馬拉威湖中部及南部流域，棲息深度15-55公尺，體長可達13公分，棲息在沙底質水域，以矽藻為食，生活習性不明，可做為觀賞魚。

## 擴展閱讀
維基物種上的相關：斯氏龍占麗魚